# 시드니 메트로

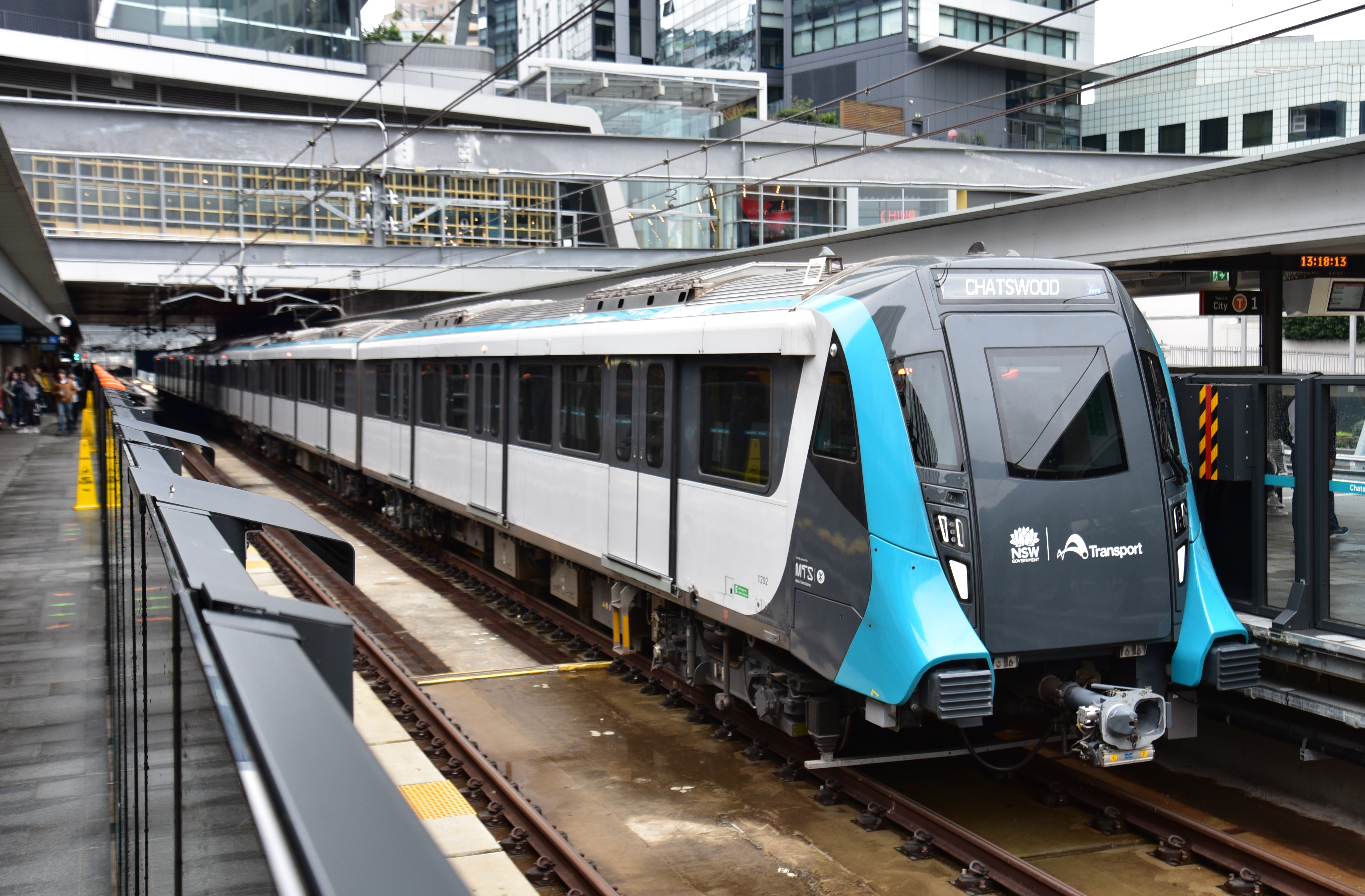
시드니 메트로

시드니 메트로(영어: Sydney Metro)는 오스트레일리아 뉴사우스웨일스주 시드니의 완전 자동화 고속교통 시스템이다. 첫 번째 노선인 메트로 노스웨스트선은 2019년 5월 26일에 개통하여 계속 연장하여 현재 탈라웡과 시든함 사이를 운행한다. 총 21개 역과 51.5km(32마일)의 복선으로 구성되어 있으며, 대부분이 지하에 있다. 추후에 뱅크스타운까지 연장하여 운행 할 예정이다.
시드니 메트로의 서비스는 MTR 코퍼레이션, 존 홀랜드 그룹, UGL 레일의 합작 투자 회사인 메트로 트레인스 시드니에서 운영하며, 15년 계약에 따라 네트워크를 운영 및 유지 관리한다.
이 시스템은 오스트레일리아는 물론 오세아니아의 최초 지하철이다.